# Плевенська область
Плевенська область (болг. Плевенска област) — область в Північно-західному регіоні Болгарії.

## Адміністративно-територіальний устрій
Плевенська область поіляється на 11 общин:
1. Белене
2. Долна Митрополія
3. Долні Дибнік
4. Гулянці
5. Іскир
6. Кнежа
7. Левські
8. Нікопол
9. Плевен
10. Пордим
11. Червен бряг

| Болгарія | Це незавершена стаття з географії Болгарії. Ви можете допомогти проєкту, виправивши або дописавши її. |